# Danny Tiatto
Daniele Amadeo „Danny“ Tiatto (* 22. Mai 1973 in Werribee) ist ein ehemaliger australischer Fußballspieler, der auch einen italienischen Pass besitzt. Bis 2005 war er Spieler der australischen Fußballnationalmannschaft.

## Karriere
Als Jugendlicher spielte Tiatto bei den Bulleen Lions aus Melbourne. Anschließend wechselte er zu den Melbourne Knights und spielte dort zwei Jahre lang, wobei er zwei australische Meisterschaften mit seinem Team gewinnen konnte. 1996 unterschrieb er einen Vertrag bei italienischen Verein Salernitana Sport aus der Serie B. 1997 wechselte er in die Schweiz zum FC Baden und wurde 1998 an Stoke City nach England verliehen. Seine beste Zeit erlebte Tiatto bei Manchester City, wo er fünf Jahre spielte und 139 Spiele absolvierte. Von 2003 bis 2007 stand er bei Leicester City unter Vertrag, ehe er im Sommer 2007 zurück nach Australien zu Queensland Roar wechselte. 2008 wurde er zum besten Spieler des Vereins gewählt.
Für die Australische Fußballnationalmannschaft spielte Tiatto 23-mal und konnte dabei 1996 und 2000 den OFC-Nationen-Pokal gewinnen. Außerdem vertrat er sein Land bei den Olympischen Sommerspielen 1996 in Atlanta.

## Erfolge
- OFC-Nationen-Pokalsieger:
  - 1996 & 2000
- Australischer Meister:
  - 1995, 1996
- Spieler der Saison der Queensland Roar:
  - 2008